# Papaver talyshense
Papaver talyshense är en vallmoväxtart som beskrevs av Grossheim. Papaver talyshense ingår i släktet vallmor, och familjen vallmoväxter. Inga underarter finns listade i Catalogue of Life.